# Campeonato Tocantinense Segunda Divisão 2022
In 2022 werd de veertiende editie van het Campeonato Tocantinense Segunda Divisão gespeeld voor voetbalclubs uit de Braziliaanse staat Tocantins. De competitie werd georganiseerd door de FTF en werd gespeeld van 23 oktober tot 4 december. Gurupi werd kampioen.

## Eerste fase
| Plaats | Club                  | Wed. | W | G | V | Saldo | Ptn. |
| ------ | --------------------- | ---- | - | - | - | ----- | ---- |
| 1.     | Gurupi                | 5    | 4 | 1 | 0 | 20:03 | 13   |
| 2.     | Tocantins de Miracema | 5    | 4 | 1 | 0 | 19:04 | 13   |
| 3.     | Atlético Cerrado      | 5    | 2 | 1 | 2 | 11:09 | 7    |
| 4.     | Paraíso               | 5    | 2 | 1 | 2 | 7:08  | 7    |
| 5.     | Arsenal               | 5    | 1 | 0 | 4 | 5:15  | 3    |
| 6.     | São José              | 5    | 0 | 0 | 5 | 0:23  | 0    |

|  | Geplaatst voor tweede fase |

## Tweede fase
|  | halve finale          | halve finale | halve finale | halve finale |  |                       | finale | finale | finale | finale |
|  |                       |              |              |              |  |                       |        |        |        |        |
|  |                       |              |              |              |  |                       |        |        |        |        |
|  | Paraíso               | 0            | 1            | 1            |  |                       |        |        |        |        |
|  | Gurupi                | 3            | 1            | 4            |  |                       |        |        |        |        |
|  |                       |              |              |              |  | Gurupi                | 2      | 1      | 3      |        |
|  |                       |              |              |              |  | Tocantins de Miracema | 2      | 0      | 2      |        |
|  | Atlético Cerrado      | 1            | 0            | 1            |  |                       |        |        |        |        |
|  | Tocantins de Miracema | 4            | 6            | 10           |  |                       |        |        |        |        |

### Kampioen
| Campeonato Tocantinense de 2022 - Segunda Divisão |
| Tocantins                                         |
| ------------------------------------------------- |
| GURUPI Kampioen (2° titel)                        |